# Blagger
Blagger ("ladro" nello slang Cockney) è un videogioco a piattaforme pubblicato nel 1983-1985 per gli home computer Acorn Electron, Amstrad CPC, BBC Micro, Commodore 64, Commodore 16 e MSX dall'editrice Alligata di Sheffield. Si basa sulla raccolta di oggetti e su salti precisi, imitando lo stile di Manic Miner, un recente successo dell'epoca. Uscirono due seguiti, Son of Blagger (1984) e Blagger Goes to Hollywood (1985). Esiste una conversione ufficiale in tedesco di Blagger per Commodore 64 intitolata Papagei Gangster. Altre varianti, tra cui Blagger Construction Set e Blagger Junior per Commodore 64, non sono pubblicazioni ufficiali.

## Modalità di gioco
Il giocatore controlla Roger the Dodger, un ladro che deve raccogliere tutte le chiavi sparse per lo schermo e infine raggiungere la cassaforte per completare un livello. I livelli sono a schermata fissa, formati da piattaforme distribuite in modo irregolare, tra cui anche piattaforme che si consumano e spariscono al passaggio di Roger, nastri trasportatori orizzontali, e progredendo nel gioco anche scale scorrevoli che trasportano in verticale. Roger può soltanto camminare in orizzontale e saltare lateralmente o in verticale. La traiettoria di salto è fissa e non può essere alterata in volo.
Ci sono diversi tipi di nemici surreali, come teschi, bocche masticanti, caramelle, telefoni, che variano a seconda del livello ma ricompaiono anche in più livelli. Si muovono sempre seguendo percorsi periodici e fissi, a terra o in volo. Esistono anche oggetti pericolosi immobili, come le piante. Si perde una vita e si ricomincia il livello da capo in caso di contatto con qualsiasi pericolo, caduta da altezze eccessive, o esaurimento del tempo. Si ha una barra indicatrice del tempo in ogni livello, proporzionale anche al punteggio bonus che si riceve al completamento. 
Per risolvere un livello si deve trovare il percorso adatto e valutare attentamente distanze e tempi di spostamento degli oggetti. Facendo mosse sbagliate è possibile a volte anche finire intrappolati in situazioni senza uscita, in cui non resta che morire e ricominciare il livello. Ci sono in tutto 30 livelli nella versione Commodore 64, tutti mostrati brevemente in anteprima se si attende prima di iniziare la partita, e 20 livelli nelle altre versioni. Come in Manic Miner ciascun livello ha un titolo, mostrato sotto la schermata di gioco (esclusa la versione Commodore 16).